# Allison Murphy
Allison Murphy (Plano, 13 mei 1994) is een Amerikaans voetbalster.

## Carrièrestatistieken
| Seizoen                    | Club              | Land             | Competitie                     | Competitie | Competitie | Beker | Beker | Internationaal | Internationaal | Overig | Overig | Totaal | Totaal |
| Seizoen                    | Club              | Land             | Competitie                     | Wed.       | Dlp.       | Wed.  | Dlp.  | Wed.           | Dlp.           | Wed.   | Dlp.   | Wed.   | Dlp.   |
| -------------------------- | ----------------- | ---------------- | ------------------------------ | ---------- | ---------- | ----- | ----- | -------------- | -------------- | ------ | ------ | ------ | ------ |
| 2016                       | Washington Spirit | Verenigde Staten | National Women's Soccer League | 0          | 0          | 0     | 0     | –              | –              | –      | –      | 0      | 0      |
| 2017                       | Washington Spirit | Verenigde Staten | National Women's Soccer League | 0          | 0          | 0     | 0     | –              | –              | –      | –      | 0      | 0      |
| 2018                       | Houston Dash      | Verenigde Staten | National Women's Soccer League | 1          | 0          | 0     | 0     | –              | –              | –      | –      | 1      | 0      |
| 2018/19                    | PEC Zwolle        | Nederland        | Eredivisie                     | 18         | 0          | 4     | 0     | –              | –              | –      | –      | 22     | 0      |
| Carrière totaal            | Carrière totaal   | Carrière totaal  | Carrière totaal                | 19         | 0          | 4     | 0     | 0              | 0              | 0      | 0      | 23     | 0      |
| Bijgewerkt tot 13 mei 2019 |                   |                  |                                |            |            |       |       |                |                |        |        |        |        |